# Brussels Cycling Classic 2016
La Brussels Cycling Classic 2016, novantaseiesima edizione della corsa (fino al 2012 nota con l'appellativo di Parigi-Bruxelles), valevole come evento dell'UCI Europe Tour 2016 categoria 1.HC, si svolse il 3 settembre 2016 su un percorso di 199,3 km, con partenza e arrivo a Bruxelles, in Belgio. La vittoria fu appannaggio del belga Tom Boonen, che completò il percorso in 4h 35' 10" alla media di 43,457 km/h, precedendo i francesi Arnaud Démare e Nacer Bouhanni.
Al traguardo di Bruxelles furono 135 i ciclisti, dei 181 alla partenza, che portarono a termine la competizione.

## Squadre e corridori partecipanti
| N.      | Cod. | Squadra                      |
| ------- | ---- | ---------------------------- |
| 1-8     | EQS  | Etixx-Quick Step             |
| 11-18   | LTS  | Lotto Soudal                 |
| 21-27   | ALM  | AG2R La Mondiale             |
| 31-38   | AST  | Astana Pro Team              |
| 41-48   | FDJ  | FDJ                          |
| 51-58   | LAM  | Lampre-Merida                |
| 61-68   | BOA  | Bora-Argon 18                |
| 71-78   | CCC  | CCC Sprandi Polkowice        |
| 81-88   | COF  | Cofidis, Solutions Crédits   |
| 91-98   | DMP  | Delko Marseille Provence KTM |
| 101-108 | DEN  | Direct Énergie               |
| 111-118 | FVC  | Fortuneo-Vital Concept       |

| N.      | Cod. | Squadra                          |
| ------- | ---- | -------------------------------- |
| 121-128 | GAZ  | Gazprom-RusVelo                  |
| 131-138 | NIP  | Nippo-Vini Fantini               |
| 141-148 | ROP  | Roompot-Oranje Peloton           |
| 151-158 | SSG  | Stölting Service Group           |
| 161-168 | ROT  | Team Roth                        |
| 171-178 | TSV  | Topsport Vlaanderen-Baloise      |
| 181-188 | WGG  | Wanty-Groupe Gobert              |
| 191-198 | STH  | Wilier Triestina-Southeast       |
| 201-211 | WBC  | Wallonie Bruxelles-Group Protect |
| 211-218 | WIL  | Veranda's Willems Cycling Team   |
| 221-228 | CIB  | Cibel-Cebon                      |

## Ordine d'arrivo (Top 10)
| Pos. | Corridore            | Squadra      | Tempo    |
| ---- | -------------------- | ------------ | -------- |
| 1    | Tom Boonen           | Etixx        | 4h35'10" |
| 2    | Arnaud Démare        | FDJ          | s.t.     |
| 3    | Nacer Bouhanni       | Cofidis      | s.t.     |
| 4    | Sacha Modolo         | Lampre       | s.t.     |
| 5    | Timothy Dupont       | Veranda's    | s.t.     |
| 6    | Pieter Vanspeybrouck | Topsport Vl. | s.t.     |
| 7    | Tiesj Benoot         | Lotto        | s.t.     |
| 8    | Andrea Fedi          | Wilier       | s.t.     |
| 9    | Jakub Mareczko       | Wilier       | s.t.     |
| 10   | Kevyn Ista           | Wallonie     | s.t.     |